# Чатем (Англия)
Чатем (англ. Chatham) — крупный город в Великобритании в графстве Кент, выросший вокруг важной верфи на реке Медуэй в 1568 году. Вместе с Джиллингемом и Рочестером, Чатем является частью агломерации Медуэй.
В XIX — начале XX века являлся одним из важнейших, наряду с Ньюкаслом и Портсмутом, центров военного кораблестроения Британской империи.
Население города — 70 540 (2001).

## Известные личности
- Годскин, Томас (1787—1869) — публицист-социалист, сторонник свободной торговли, трудовой теории стоимости и ранних профсоюзов.
- Дадд, Ричард (1817—1886) — художник, один из виднейших представителей викторианской сказочной живописи.
- Барнаби, Натаниель (1829—1915) — инженер-кораблестроитель, один из теоретиков парового броненосного флота, Главный строитель Королевского флота Великобритании.
- Риверс, Уильям (1864—1922) — учёный-невролог, психиатр, антрополог, этнолог; профессор Кембриджского университета.